# Puerto Rico i olympiska sommarspelen 1984
Puerto Rico deltog med 51 deltagare vid de olympiska sommarspelen 1984 i Los Angeles. Totalt vann de en silvermedalj och en bronsmedalj.

## Medaljer

### Silver
- Luis Ortiz - Boxning, lättvikt

### Brons
- Aristides González - Boxning, mellanvikt

## Boxning
Lätt flugvikt
- Rafael Ramos
  - Första omgången — Besegrade Carlos Salazar (Argentina), walk-over
  - Andra omgången — Besegrade Jesus Herrera (Dominikanska republiken), på poäng (4:1)
  - Kvartsfinal — Förlorade mot Salvatore Todisco (Italien), på poäng (1:4)

Flugvikt
- José Rodríguez

Bantamvikt
- Juan Molina
  - Första omgången — Bye
  - Andra omgången — Besegrade Jarmo Eskelinen (Finland), 5-0
  - Tredje omgången — Förlorade mot Pedro Nolasco (Dominikanska republiken), 2-3

Fjädervikt
- Orlando Fernández

Lättvikt
- Luis Ortíz

Lätt weltervikt
- Jorge Maysonet

Weltervikt
- Carlos Reyes

Lätt mellanvikt
- Víctor Claudio

Mellanvikt
- Arístides González → Brons
  - Första omgången — Besegrade Otosico Havili (Tonga), 4:1
  - Andra omgången — Besegrade Paulo Tuvale (Samoa), 5:0
  - Kvartsfinal — Besegrade Pedro van Raamsdonk (Nederländerna), 4:1
  - Semifinal — Förlorade mot Shin Joon-Sup (Sydkorea), 1:4

Lätt tungvikt
- Arcadio Fuentes

Supertungvikt
- Isaac Barrientos
  - Första omgången — Förlorade mot Tyrell Biggs (USA), 0:5

## Brottning
Bantamvikt, fristil
- Orlando Caceres

Fjädervikt, fristil
- Carmelo Flores

Lättvikt, fristil
- José Betancourt

## Bågskytte
Herrarnas individuella
- Ismael Rivera — 2089 poäng (→ 58:e plats)

## Cykling
Herrarnas linjelopp
- Ramón Rivera — fullföljde inte (→ ingen placering)

## Friidrott
Herrarnas 200 meter
- Luis Morales
- Nelson Erazo

Herrarnas maraton
- Jorge Gonzáles
  - Final — 2:14:00 (→ 13:e plats)

- César Mercado
  - Final — 2:19:09 (→ 31:a plats)

- Claudio Cabán
  - Final — 2:27:16 (→ 53:e plats)

Herrarnas 3 000 meter hinder
- Carmelo Ríos Figueroa

Herrarnas stavhopp
- Edgardo Rivera
  - Kval — 5,10m (→ gick inte vidare)

Damernas 400 meter
- Marie Mathieu

Damernas 800 meter
- Angelita Lind

Damernas 4 x 400 meter stafett
- Margaret de Jesús
- Evelyn Mathieu
- Marie Mathieu
- Angelita Lind

Damernas maraton
- Naydi Nazario
  - Final — 2:45:49 (→ 33:e plats)

Damernas höjdhopp
- Laura Agront
  - Kval — 1,80m (→ gick inte vidare, 22:a plats)

Damernas längdhopp
- Madeline de Jesús
  - Kval — 5,63 m (→ gick inte vidare, 21:a plats)

## Fäktning
Herrarnas florett
- Edgardo Díaz

Herrarnas värja
- Gilberto Peña

## Judo
Herrarnas halv mellanvikt
- Jorge Bonnet

Herrarnas mellanvikt
- José Fuentes